# Kolegialność
Kolegialność (łac. colligere – łączyć, gromadzić) – cecha struktur organizacji, oznaczająca łączne sprawowanie władzy przez wiele podmiotów. Występuje m.in. w administracji publicznej i (w innym znaczeniu) w Kościele katolickim. 

## Władza publiczna
W starożytnym Rzymie kolegialność polegała na pełnieniu przez dwie osoby wyższego urzędu tak, by jedna mogła kontrolować drugą. Miało to zapobiegać oszustwom i korupcji.
Współcześnie jest to metoda tworzenia instytucji administracji publicznych. Wyróżnia się kolegialność strukturalną, polegającą na zakładaniu wieloosobowych organów decyzyjnych oraz kolegialność funkcjonalną, czyli sposób działania organów, polegający na podejmowaniu decyzji większością głosów.
Kolegialny charakter mają też parlamenty.

## Kolegialność w Kościele katolickim
Jest ona rozumiana jako wynikający z apostolskości Kościoła sposób sprawowania władzy pasterskiej biskupów w jedności z papieżem i pod jego przewodnictwem. Pośrednio termin ten odnosi się także do łączności biskupa z jego prezbiterium i wiernymi świeckimi. 
Tematowi kolegialności poświęcono wiele dyskusji w trakcie Soboru watykańskiego II (1962–1965), gdy przygotowywano dokument dogmatyczny o Kościele Lumen gentium.
Jeszcze przed ostatecznym zatwierdzeniem dokumentu przez uczestniczących w Soborze biskupów (21 listopada 1964), na życzenie papieża Pawła VI dołączono tzw. Nota praevia (Notę przewodnią). Była ona napisana, by rozwiać wątpliwości części biskupów i osiągnąć w ten sposób większą jedność przy głosowaniu nad zatwierdzeniem tekstu Konstytucji Lumen gentium. Treść Noty niczego nie dodawała do dokumentu, lecz jedynie wyraźniej formułowała znaczenie stwierdzeń dotyczących zwłaszcza zagadnienia kolegialności. Jej cztery najważniejsze punkty były następujące:
- Pierwszy punkt mający największe znaczenie, dotyczył sposobu użycia w tekście soborowym terminu collegium w odniesieniu do biskupów. W Konstytucji znaczenie tego słowa różni się od potocznie używanego (w jakim używał go np. Ulpian), w którym wszyscy członkowie są równi co do władzy i mogą działać tylko wspólnie.

- Drugi punkt stwierdzał, że wraz ze święceniami biskupimi przyjmuje się trojaką funkcję pasterską: udzielanie święceń kapłańskich, nauczanie i jurysdykcję. Z tego powodu przyznawana przez papieża nowo wyświęconym biskupom tzw. ograniczona jurysdykcja nie jest czymś więcej niż określeniem zakresu i sposobów wypełniania tej funkcji.

- Trzeci punkt mówił, że kolegium biskupów, obradujące pod przewodnictwem papieża, sprawuje w pełni i powszechnie władzę nad całym Kościołem. Powinni oni respektować swe kompetencje i zadania w ramach misji im udzielonej i respektować swe wzajemne odniesienia.

- Czwarty punkt podkreślał to, co było zawarte w sformułowaniach samej Konstytucji, że w odniesieniu do każdego aktu ściśle kolegialnego wymagana jest zgoda papieża.

Nota została ostatecznie włączona w sam tekst Konstytucji w rozdziale trzecim, zatytułowanym: O hierarchicznym ustroju Kościoła a w szczególności o episkopacie.